# Oecologia
Oecologia é uma revista científica de abrangência internacional de origem alemã, publicada inglês, dedicada a flora e a fauna relacionada aos aspectos ecológicos.